# Le Haut-Saint-François
Le Haut-Saint-François – regionalna gmina hrabstwa (MRC) w regionie administracyjnym Estrie prowincji Quebec, w Kanadzie. Stolicą jest miasto Cookshire-Eaton. Składa się z 14 gmin: 3 miast, 8 gmin, 3 kantonów.
Le Haut-Saint-François ma 22 065 mieszkańców. Język francuski jest językiem ojczystym dla 88,8%, angielski dla 10,6% mieszkańców (2011).